# Leichtathletik-Weltmeisterschaften 2023/Teilnehmer (Burkina Faso)
| Goldmedaillen | Silbermedaillen | Bronzemedaillen |
| ------------- | --------------- | --------------- |
| 1             | —               | —               |

Der Leichtathletikverband von Burkina Faso nahm an den Leichtathletik-Weltmeisterschaften 2023 in Budapest teil. Eine Athletin und ein Athlet wurden vom Verband nominiert.

## Ergebnisse

### Männer

#### Sprung/Wurf
| Athlet               | Disziplin  | Qualifikation | Qualifikation | Finale     | Finale |
| Athlet               | Disziplin  | Weite/Höhe    | Platz         | Weite/Höhe | Platz  |
| -------------------- | ---------- | ------------- | ------------- | ---------- | ------ |
| Hugues Fabrice Zango | Dreisprung | 17,12 m       | 4             | 17,64 m    | Gold   |

### Frauen

#### Sprung/Wurf
| Athletin     | Disziplin  | Qualifikation | Qualifikation | Finale     | Finale |
| Athletin     | Disziplin  | Weite/Höhe    | Platz         | Weite/Höhe | Platz  |
| ------------ | ---------- | ------------- | ------------- | ---------- | ------ |
| Marthe Koala | Weitsprung | 6,84 m        | 8             | 6,68 m     | 7      |